# ルドルフ・ライシヒ
ルドルフ・ライシヒ（Rudolf Reissig, 1874年4月11日 - 1939年7月12日）は、チェコの、ヴァイオリン、ヴィオラ奏者、指揮者。
プラハの生まれ。1885年にプラハ音楽院に入学し、アントニーン・ベネヴィッツとフェルディナント・ラハナーにヴァイオリン、アントニーン・ドヴォルジャークに作曲をそれぞれ学ぶ。在学中には、オスカル・ネドバルやヨゼフ・スク等と親交を結んだ。1892年に音楽院を卒業し、1894年から1896年までヴァイオリンおよびヴィオラの演奏家として演奏旅行を行った。この旅行中にヴィオラ・ダモーレに出会い、この楽器も演奏するようになった。1896年にブルノのバセデナ・フィルハーモニー協会の音楽学校に講師及び附属のオーケストラの指揮者迎えられ、1999年から同フィルハーモニー協会の音楽監督も兼任した。この協会で、親友のスクやヴィーチェスラフ・ノヴァークの作品を積極的に取り上げた。1903年から1906年までレオシュ・ヤナーチェクのオルガン学校に出講。1919年からブルノ音楽院で教鞭を執ったが、1920年にはプラハに戻り、晩年は母校のプラハ音楽院で後進の指導に当たった。
プラハにて没。

## 主な門下
- ヨシュカ・ハルヴァート
- ヨゼフ・コドウセク